# Fosse Jean Bart
Pour les articles homonymes, voir Jean Bart (homonymie).
La fosse Jean Bart de la Compagnie des mines d'Anzin est un ancien charbonnage du bassin minier du Nord-Pas-de-Calais, situé à Denain. La fosse a été commencée en 1831 à quelques centaines de mètres à l'est de la fosse Villars, et mise en service dans les années 1830, sans plus de précisions. Elle est arrêtée à l'extraction en 1859, mais est encore utilisée pour l'aérage et le service jusqu'en 1881, date à laquelle la fosse est définitivement abandonnée. La fosse en elle-même n'a rien de particulier, ce sont ses corons, bâtis dans les années 1830 et 1851 qui sont d'un grand intérêt.
Tous les corons, sauf celui dans lequel a vécu Jules Mousseron, sont détruits en 1976. Au début du XXIe siècle, Charbonnages de France matérialise la tête du puits Jean Bart, située sous le centre commercial Carrefour, et y installe un exutoire de grisou. Le parking du centre commercial occupe la place des corons.

## La fosse

### Fonçage
Trois ans après la mise en service de la fosse Villars, ouverte à 365 mètres à l'est, la Compagnie des mines d'Anzin met en chantier en 1831 une nouvelle fosse qu'elle baptise en l'honneur de Jean Bart. L'orifice du puits est situé à l'altitude de 35 mètres. Le terrain houiller est atteint à la profondeur de 62 mètres.

### Exploitation
La date à laquelle a commencé l'extraction n'est pas connue. La fosse Jean Bart cesse d'extraire en 1859, mais le puits n'est définitivement abandonné qu'en 1881. L'exploitation de la fosse Jean Bart n'a aucune spécificité en la matière, et l'exploitation du charbon n'a pas représenté une part significative.

### Reconversion
Un centre commercial Carrefour est construit sur le carreau de fosse.
Au début du XXIe siècle, Charbonnages de France matérialise la tête du puits Jean Bart, et y installe un exutoire de grisou. Le BRGM y effectue des inspections chaque année.

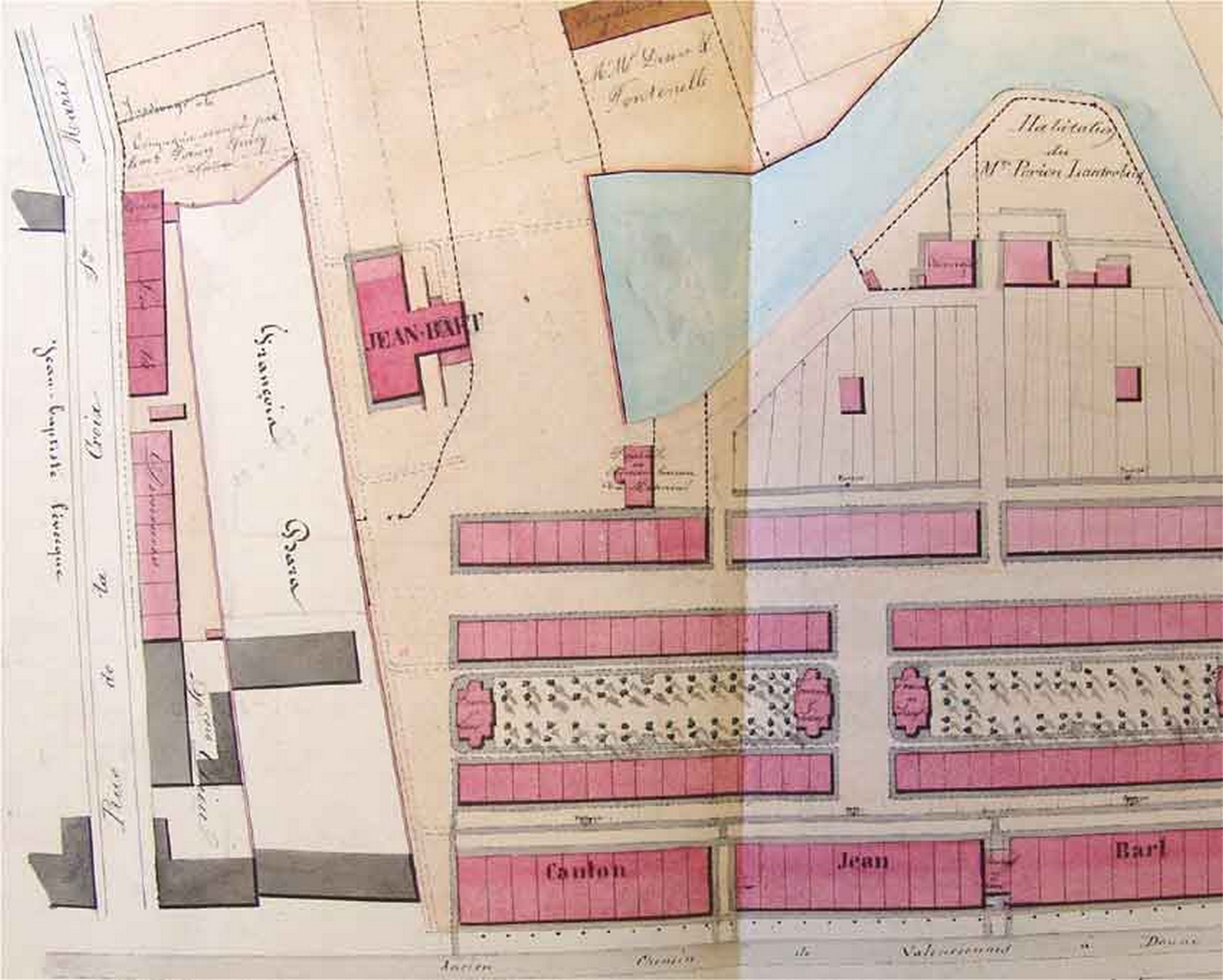
La fosse Jean-Bart et ses corons dans les années 1850.
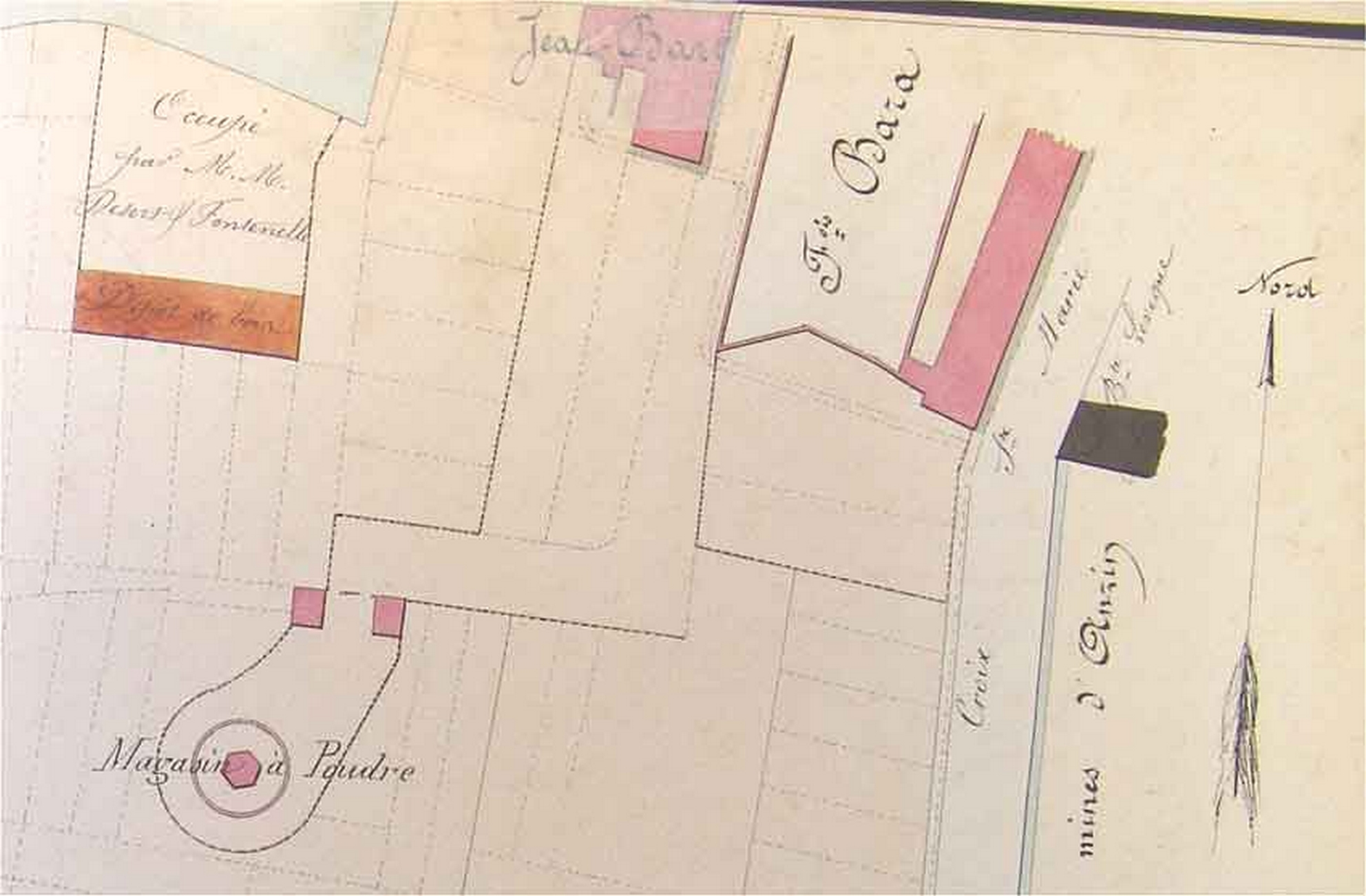
La partie sud du carreau de fosse.
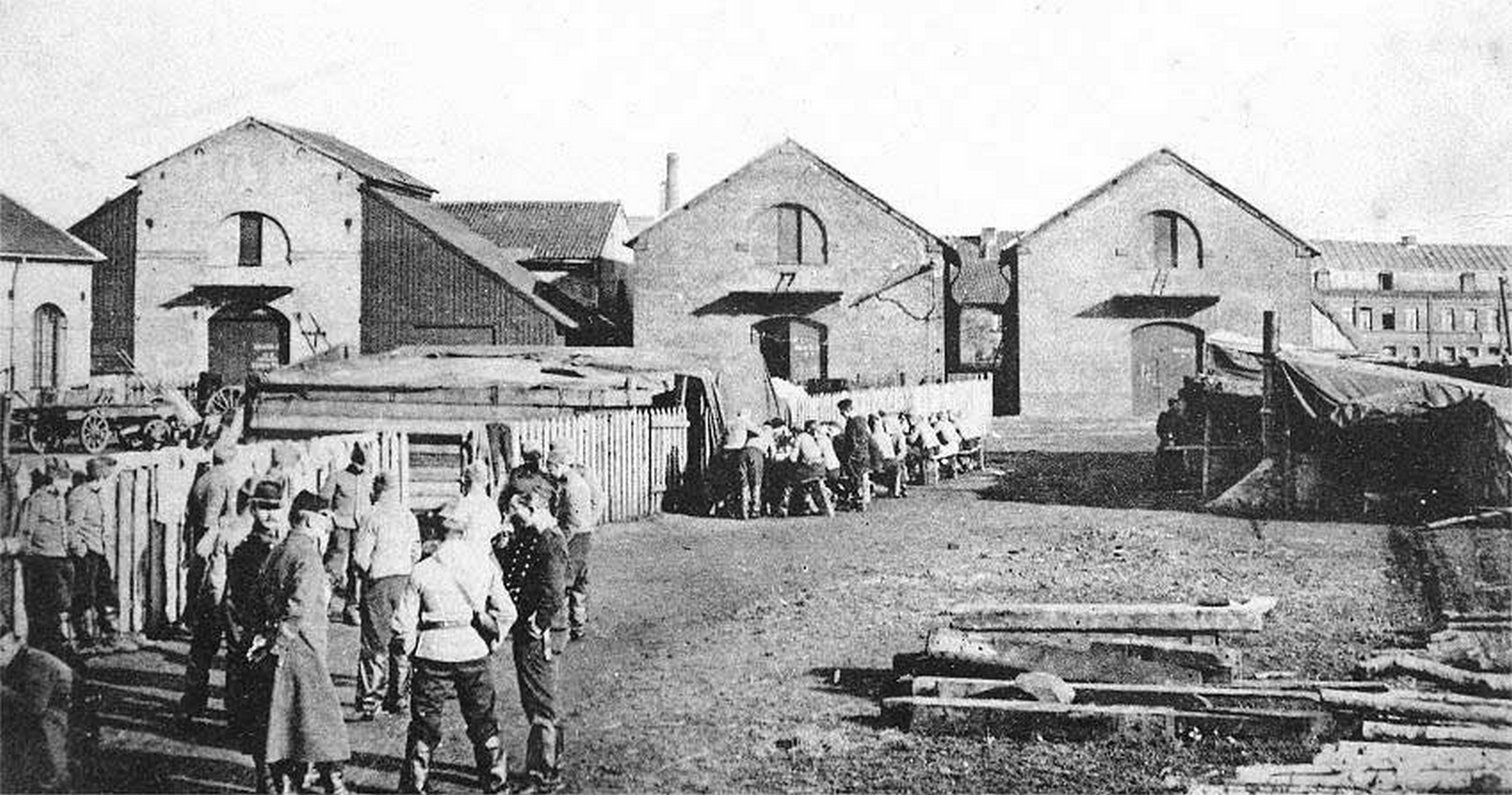
En 1906, les installations de surface sont utilisées comme scierie.
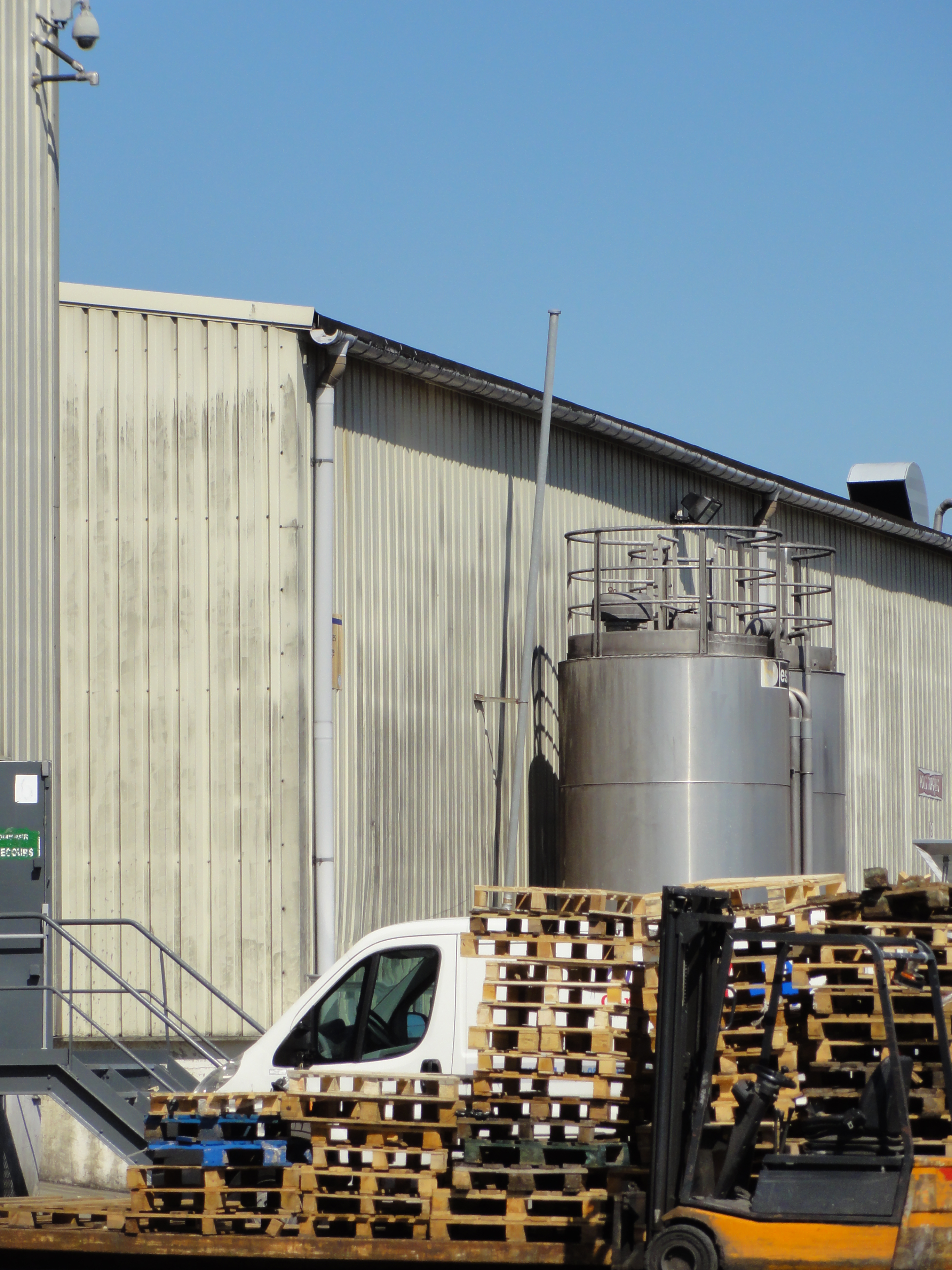
L'exutoire de grisou.
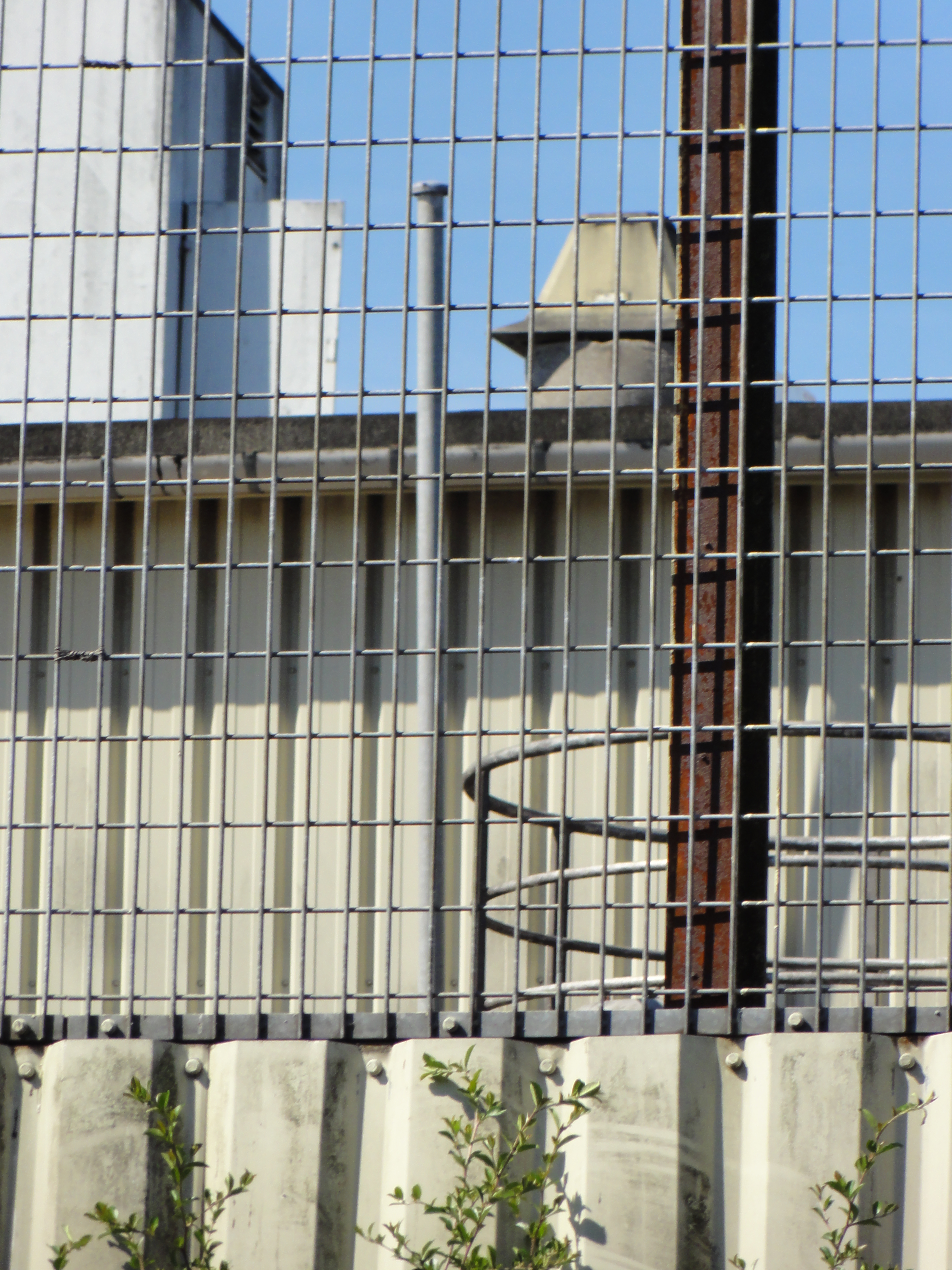
L'exutoire de grisou.

## Les cités

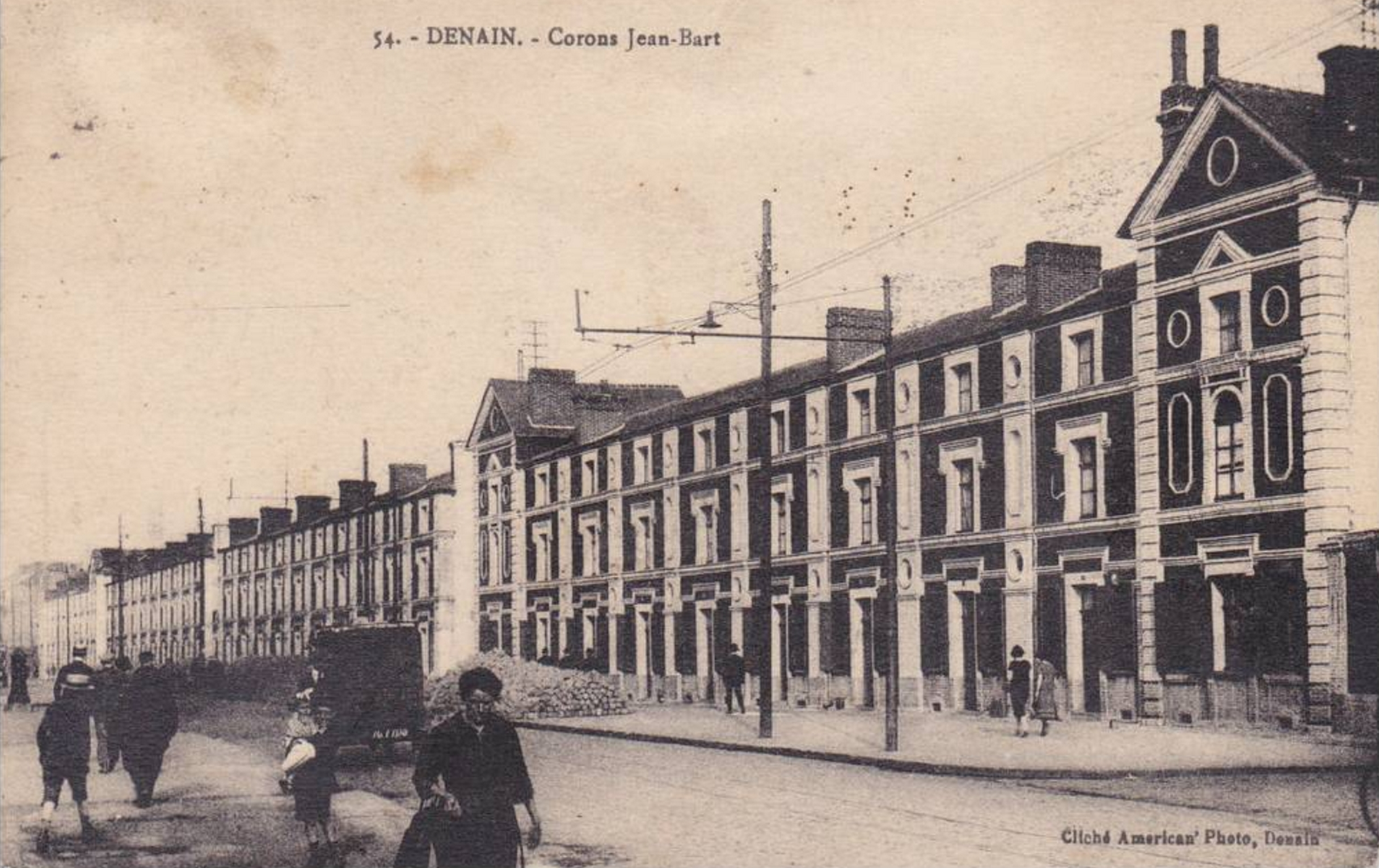
Les corons au début du XXe siècle.

De 1826 à 1846, la population de Denain passe de 1 330 habitants à 7 272, soit 5 942 habitants supplémentaires en vingt ans. La population ne cesse de croître jusque dans les années 1960, où elle atteint presque les 30 000 habitants. La décision de construire des corons à Denain est prise en 1828, et indépendamment de la Compagnie d'Anzin : il s'agit de corons privés, comme le coron Boursier, qui ne sont pas bâtis pris des fosses. Toutefois, la demande de logements est croissante, et seuls une dizaine de logements sont alors construits chaque année.

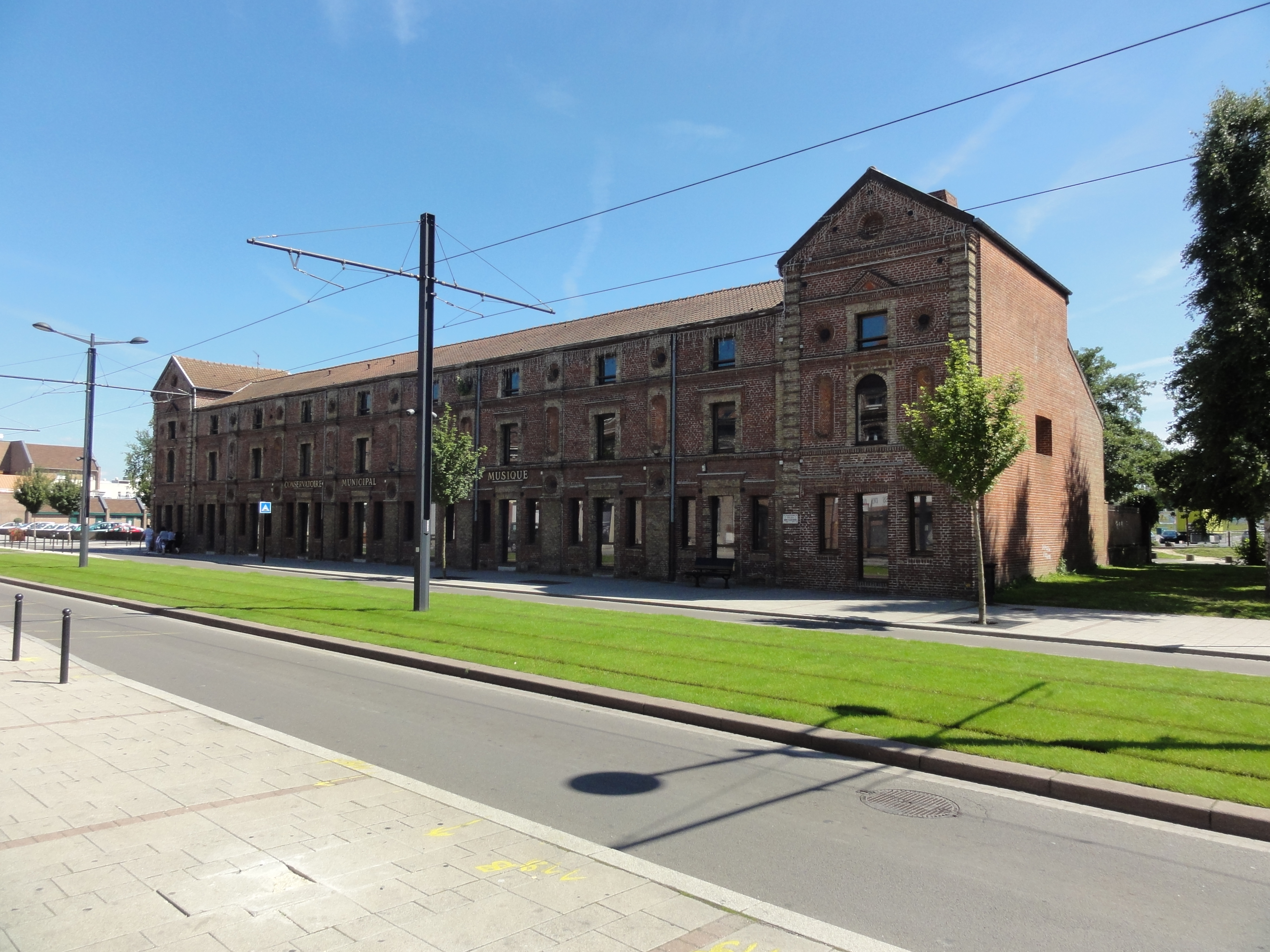
Le dernier coron.

C'est en 1831 que la Compagnie des mines d'Anzin décide de construire dans la rue Villars ce qui devient les corons Jean Bart. Aucun nombre de logements n'est planifié, de nouvelles barres d'habitations sont construites au fur et à mesure des besoins. Le coron est construit le long de la route d'Abscon, qui relie Douai à Valenciennes. Il est construit en plein centre-ville, à l'avenir, l'extérieur des villes sera préféré. En 1835, il existe soixante logements en continu édifiés à proximité de la fosse Jean Bart. En 1850, vingt-six logements et un logement de chef sont construits, ce dernier est isolé de la barre. Cinquante-trois logements sont construits en 1851. Enfin, en 1907, un second logement de chef clos le chantier.
Émile Zola décrit les corons Jean Bart dans le premier chapitre de son roman Germinal. L'estaminet d'Émile Basly est situé face à ce coron. Chaque coron regroupe dix logements, et des équipements collectifs, à savoir, pour trente familles, une pompe à bras, dix cabinets et un four à pain. Antérieurement à 1851, les corons ne comportent qu'un étage, après, ils en comptent deux. Ces logements sont réputés avoir un aménagement intérieur médiocre, être petits et adossés les uns aux autres. Ils comportent deux pièces au rez-de-chaussée, à savoir une cuisine constituant la salle commune, et un chambre ou une salle à manger ; deux chambres à l'étage, et une chambre mansardée en plus pour les logements datant de 1851. Le manque de logement dans les environs faisait en sorte que plusieurs générations cohabitaient dans un même logement, la cuisine formant la pièce commune. Bien que les logements construits en 1851 disposent d'une chambre supplémentaire, leur surface et leur confort est moindre. Les façades parfaitement alignées étant plus là pour évoquer la puissance de la Compagnie d'Anzin que pour le confort des ouvriers et de leur famille.

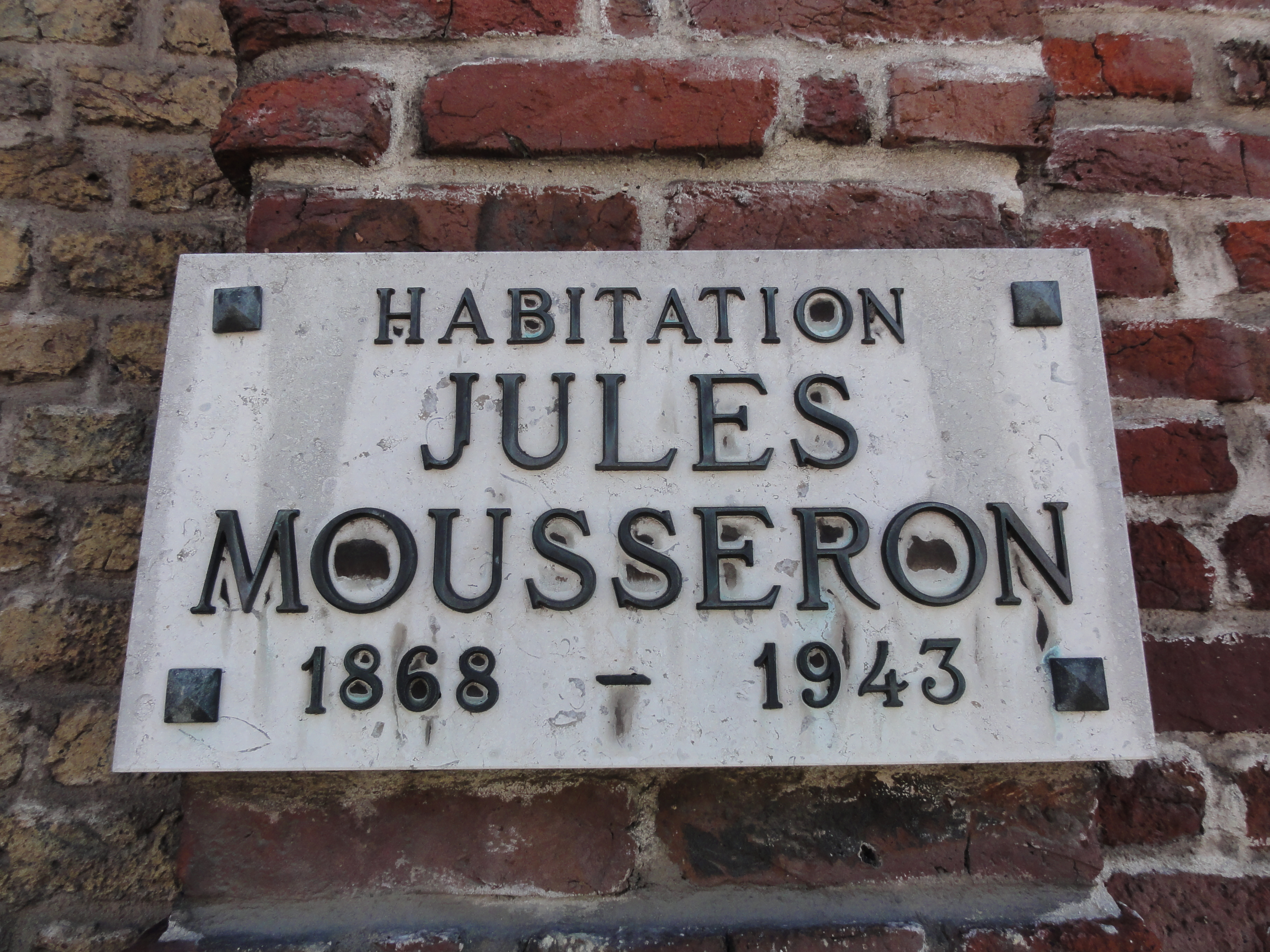
La plaque commémorative.

Ces corons présentaient une grande spécificité par rapport aux autres constructions de la compagnie : il y a neuf styles architecturaux différents. Les habitations à deux étages sont bâties par groupe de dix. Les maisons d'angle comportent des frontons, des pilastres, des œils-de-bœuf, et des médaillons en fonte. Les fenêtres sont alternativement en plein cintre ou ornées de linteaux ouvragés. Les habitations sont également dotées de jardins.
La majeure partie des corons Jean Bart, à l'exception de celui dans lequel a vécu Jules Mousseron, a été démolie en 1976. Seules quelques familles de retraités y vivaient encore. La décision de sauvegarder le coron de Jules Mousseron a été prise en 1977, et les travaux de rénovation ont eu lieu en 1982. Il sert de local à une école de musique. Une plaque commémorative a été posée.